# 433
| 433                |
| ------------------ |
| Dødsfald - Fødsler |
|                    |

| Gregoriansk kalender | 433 CDXXXIII            |
| Ab urbe condita      | 1186                    |
| Armensk kalender     | I/T                     |
| Kinesiske kalender   | 3129 – 3130 壬申 – 癸酉 |
| Etiopisk kalender    | 425 – 426               |
| Jødisk kalender      | 4193 – 4194             |
| Hindukalendere       |                         |
| - Vikram Samvat      | 488 – 489               |
| - Shaka Samvat       | 355 – 356               |
| - Kali Yuga          | 3534 – 3535             |
| Iransk kalender      | 189 BP – 188 BP         |
| Islamisk kalender    | 195 BH – 194 BH         |

Se også 433 (tal)

## Begivenheder
- Officeren Aëtius udnævnes til øverste chef for styrkerne i det vestromerske rige.